# Бернардески, Федерико
Федери́ко Бернарде́ски (итал. Federico Bernardeschi; род. 16 февраля 1994, Каррара, Тоскана, Италия) — итальянский футболист, атакующий полузащитник клуба «Торонто».  Чемпион Европы 2020 года и участник Евро-2016 в составе сборной Италии.

## Клубная карьера
Бернардески — воспитанник футбольных школ клуба «Фиорентина». В 2012 году он был включён в заявку команды на сезон, но так и не смог дебютировать за «фиалок». В том же году для получения игровой практики Федерико на правах аренды перешёл в «Кротоне». 8 сентября в матче против «Пескары» он дебютировал в Серии B. 21 сентября в поединке против «Брешии» Бернардески забил свой первый гол за «Кротоне». По окончании сезона Федерико стал лучшим бомбардиром команды, забив 12 мячей. Летом 2014 года он вернулся в «Фиорентину».
14 сентября в матче против «Дженоа» Бернардески дебютировал в Серии А, заменил во втором тайме Марио Гомеса. Свои первые голы за «фиалок» Федерико забил в поединках Лиги Европы против минского «Динамо» и французского «Генгама».
18 февраля 2016 года в поединке Лиги Европы против английского «Тоттенхэм Хотспур» Федерико забил гол. Летом интерес к Бернардески проявляли «Интер» и российский «Зенит». 23 октября в матче против «Кальяри» он сделал «дубль». В конце года Федерико заявил о желании продолжить карьеру в лондонском «Челси». 24 ноября в матче Лиги Европы против греческого ПАОКа он забил гол.
24 июля 2017 года был официально оформлен переход Бернардески в туринский «Ювентус». Сумма сделки составила 40 миллионов евро. В туринском клубе зарплата Федерико составила 4 миллиона евро в год. 9 сентября в матче против «Кьево» он дебютировал за новую команду. 1 октября в поединке против «Аталанты» Федерико забил свой первый гол за «Ювентус». 5 декабря в матче Лиги чемпионов против греческого «Олимпиакоса» он отметился забитым мячом.
15 июля 2022 года Бернардески перешёл в клуб MLS «Торонто», подписав 4,5-летний контракт по правилу назначенного игрока. Свой дебют в североамериканской лиге, 23 июля в матче против «Шарлотта», он отметил голом и голевой передачей.

## Международная карьера
5 марта 2014 года в матче отборочного турнира молодёжного чемпионата Европы против молодёжной сборной Северной Ирландии Бернардески дебютировал за молодёжную сборную Италии.
24 марта 2016 года в товарищеском матче против сборной Испании Федерико дебютировал за сборную Италии, заменив во втором тайме Антонио Кандреву.
Летом 2016 года Федерико принял участие в чемпионате Европы во Франции. На турнире он сыграл в матче против сборной Ирландии.
11 июня 2017 года в отборочном матче чемпионата мира 2018 против сборной Лихтенштейна Бернардески забил свой первый гол за национальную команду.
В том же году в составе молодёжной сборной Федерико принял участие в молодёжном чемпионата Европы в Польше. На турнире он сыграл в матчах против команд Германии, Испании и Чехии. В поединках против немцев и испанцев Бернардески забил по голу.

## Достижения
«Ювентус»
- Чемпион Италии (3) : 2017/18, 2018/19, 2019/20
- Обладатель Кубка Италии (2) : 2017/18, 2020/21
- Обладатель Суперкубка Италии (2): 2018, 2020

Италия
- Чемпион Европы: 2020

## Статистика выступлений

### Клубная
| Клуб             | Сезон            | Лига | Лига | Кубки | Кубки | Еврокубки | Еврокубки | Прочие | Прочие | Итого | Итого |
| Клуб             | Сезон            | Игры | Голы | Игры  | Голы  | Игры      | Голы      | Игры   | Голы   | Игры  | Голы  |
| ---------------- | ---------------- | ---- | ---- | ----- | ----- | --------- | --------- | ------ | ------ | ----- | ----- |
| → Кротоне        | 2013/14          | 39   | 12   | 0     | 0     | -         | -         | -      | -      | 39    | 12    |
| → Кротоне        | Итого            | 39   | 12   | 0     | 0     | -         | -         | -      | -      | 39    | 12    |
| Фиорентина       | 2014/15          | 7    | 1    | 0     | 0     | 3         | 2         | -      | -      | 10    | 3     |
| Фиорентина       | 2015/16          | 33   | 2    | 1     | 0     | 7         | 4         | -      | -      | 41    | 6     |
| Фиорентина       | 2016/17          | 32   | 11   | 2     | 1     | 8         | 2         | -      | -      | 42    | 13    |
| Фиорентина       | Итого            | 72   | 14   | 3     | 1     | 18        | 8         | -      | -      | 93    | 23    |
| Ювентус          | 2017/18          | 22   | 4    | 3     | 0     | 5         | 1         | 1      | 0      | 31    | 5     |
| Ювентус          | 2018/19          | 28   | 2    | 2     | 1     | 8         | 0         | 1      | 0      | 39    | 3     |
| Ювентус          | 2019/20          | 29   | 1    | 3     | 0     | 6         | 1         | 0      | 0      | 38    | 2     |
| Ювентус          | 2020/21          | 27   | 0    | 4     | 0     | 7         | 0         | 1      | 0      | 39    | 0     |
| Ювентус          | Итого            | 106  | 7    | 12    | 1     | 26        | 2         | 3      | 0      | 147   | 10    |
| Всего за карьеру | Всего за карьеру | 216  | 33   | 15    | 2     | 44        | 10        | 4      | 0      | 279   | 45    |

### Матчи и голы за сборную Италии
| №  | Дата            | Оппонент    | Счёт | Голы | Соревнование              |
| -- | --------------- | ----------- | ---- | ---- | ------------------------- |
| 1  | 24 марта 2016   | Испания     | 1:1  | —    | Товарищеский матч         |
| 2  | 29 марта 2016   | Германия    | 1:4  | —    | Товарищеский матч         |
| 3  | 29 мая 2016     | Шотландия   | 1:0  | —    | Товарищеский матч         |
| 4  | 6 июня 2016     | Финляндия   | 2:0  | —    | Товарищеский матч         |
| 5  | 22 июня 2016    | Ирландия    | 0:1  | —    | Финальный турнир ЧЕ-2016  |
| 6  | 9 октября 2016  | Македония   | 3:2  | —    | Отборочный турнир ЧМ-2018 |
| 7  | 15 ноября 2016  | Германия    | 0:0  | —    | Товарищеский матч         |
| 8  | 7 июня 2017     | Уругвай     | 3:0  | —    | Товарищеский матч         |
| 9  | 11 июня 2017    | Лихтенштейн | 5:0  | 1    | Отборочный турнир ЧМ-2018 |
| 10 | 2 сентября 2017 | Испания     | 0:3  | —    | Отборочный турнир ЧМ-2018 |
| 11 | 5 сентября 2017 | Израиль     | 1:0  | —    | Отборочный турнир ЧМ-2018 |
| 12 | 6 октября 2017  | Македония   | 1:1  | —    | Отборочный турнир ЧМ-2018 |
| 13 | 13 ноября 2017  | Швеция      | 0:0  | —    | Отборочный турнир ЧМ-2018 |
| 14 | 7 сентября 2018 | Польша      | 1:1  | —    | Лига наций УЕФА 2018/2019 |
| 15 | 10 октября 2018 | Украина     | 1:1  | 1    | Товарищеский матч         |
| 16 | 14 октября 2018 | Польша      | 1:0  | —    | Лига наций УЕФА 2018/2019 |

Итого: сыграно матчей: 16 / забито голов: 2; победы: 7, ничьи: 6, поражения: 3.

## Государственные награды
- Кавалер ордена «За заслуги перед Итальянской Республикой» (16 июля 2021) — в знак признания спортивных ценностей и национального духа, которые вдохновили итальянскую команду на победу на чемпионате Европы по футболу 2020[29][30]